# Taubenturm (Chirnside)

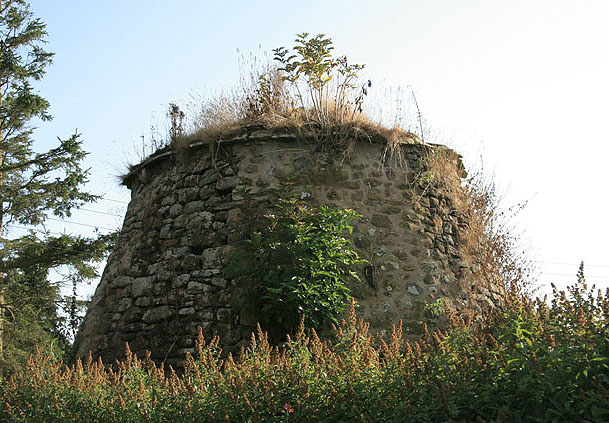

Der Taubenturm von Chirnside ist ein Taubenturm in der schottischen Ortschaft Chirnside in der Council Area Scottish Borders. 1971 wurde das Bauwerk in die schottischen Denkmallisten in der höchsten Denkmalkategorie A aufgenommen.

## Beschreibung
Der Taubenturm wurde im Laufe des 16. Jahrhunderts erbaut und gehörte zu den Außengebäuden des zwischenzeitlich abgebrochenen Herrenhauses Ninewells House. 1992 wurde das Gebäude in das Register gefährdeter denkmalgeschützter Bauwerke in Schottland aufgenommen. 2011 wurde sein Zustand als schlecht bei gleichzeitig mäßiger Gefährdung eingestuft.
Der Taubenturm steht am Ostrand von Chirnside unweit der Chirnside Primary School. Es handelt sich um einen runden, sich nach oben verjüngenden Turm im Stile einer Bienenkorbhütte. Das Mauerwerk des rund 18 m durchmessenden Turmes ist rund 1,2 m mächtig. Es besteht aus Bruchstein vom Sandstein. Es laufen zwei schlichte Gurtgesimse um. In den flach gewölbten Abschluss sind Einfluglöcher eingelassen. An der Nordseite führt eine rechteckige Türe ins Innere. Dort sind 382 Nistkästen auf 16 Ebenen angeordnet.